# 1 + 1 + 1 + 1 + ⋯

Comportement asymptotique de la courbe lissée. L'ordonnée à l'origine de la droite est −1/2.

En mathématique, 1 + 1 + 1 + 1 + ⋯, également écrit {\displaystyle \sum _{n=1}^{\infty }n^{0}}, {\displaystyle \sum _{n=1}^{\infty }1^{n}} ou simplement {\displaystyle \sum _{n=1}^{\infty }1}, est une série divergente, ce qui signifie que la suite de ses sommes partielles ne converge pas vers une limite dans les nombres réels. La suite (1n) est la suite géométrique de raison 1. À la différence de toutes les autres séries de raison rationnelle, la série géométrique de raison {\displaystyle 1} avec la série de Grandi de raison {\displaystyle -1}, ne converge ni dans les réels, ni dans les nombres p-adiques pour certains p. Dans la droite réelle achevée,
{\displaystyle \sum _{n=1}^{\infty }1=+\infty }
puisque la suite des sommes partielles est croissante et non majorée.
Quand la somme de n0 apparaît dans des applications physiques, elle peut parfois être interprétée, par régularisation zêta, comme la valeur en s = 0 de la fonction zêta de Riemann
{\displaystyle \zeta (s)=\sum _{n=1}^{\infty }{\frac {1}{n^{s}}}={\frac {1}{1-2^{1-s}}}\sum _{n=1}^{\infty }{\frac {(-1)^{n+1}}{n^{s}}}\,,}
Les deux formules données ci-dessus ne sont cependant pas valides en 0 ; on peut donc essayer le prolongement analytique de la fonction zêta de Riemann,
{\displaystyle \zeta (s)=2^{s}\pi ^{s-1}\ \sin \left({\frac {\pi s}{2}}\right)\ \Gamma (1-s)\ \zeta (1-s)\!,}
ce qui donne (sachant que {\displaystyle \Gamma (1)=1}) :
{\displaystyle \zeta (0)={\frac {1}{\pi }}\lim _{s\rightarrow 0}\ \sin \left({\frac {\pi s}{2}}\right)\ \zeta (1-s)={\frac {1}{\pi }}\lim _{s\rightarrow 0}\ \left({\frac {\pi s}{2}}-{\frac {\pi ^{3}s^{3}}{48}}+...\right)\ \left(-{\frac {1}{s}}+...\right)=-{\frac {1}{2}}.\!}